# Bartleby and Co.
Pour les articles homonymes, voir Bartleby (homonymie).
Bartleby and co. est une maison d'édition spécialisée dans les livres d'artistes, fondée en 1995 par Thorsten Baensch.

## Présentation

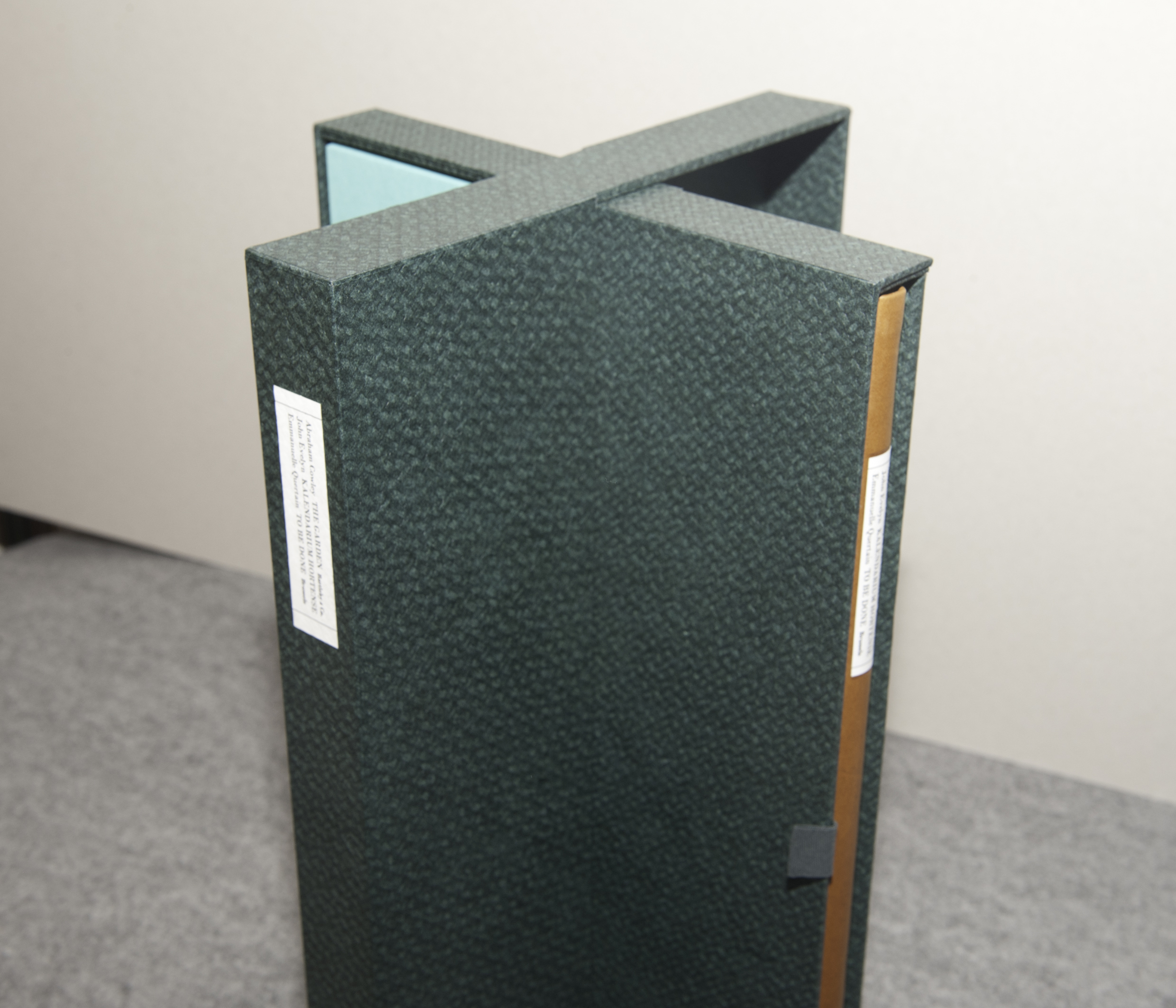
Détail du livre To be done, édité par Bartleby and Co.

Thorsten Baensch, né à Heide (Allemagne) en 1964 est un artiste et éditeur, il vit et travaille à Bruxelles.
Après avoir étudié la peinture à Bruxelles et Milan, il a travaillé comme libraire et producteur de livres à Cologne, Hambourg, Munich et New-York. Il crée en 1995 la maison d’éditions Bartleby & Co dont il choisit le nom en référence à la célèbre nouvelle de  Herman Melville, Bartleby, the Scrivener. Basée à Bruxelles, la maison d’édition se spécialise dans la production de livres d’artistes à tirages limités et à la confection soignée.
Thorsten travaille essentiellement seul dans son atelier où il possède les outils nécessaires à la confection de livres. Les éditions de Bartelby and Co. sont très diverses dans leurs formes (classeurs, boîtes, posters, livres-objets, reliure traditionnelle…), leurs genres (archives, collections, photographie, mode d'emploi, illustrations, fac similés d'écrits...) et les sujets qu’elles abordent.Elles sont le fruit du travail personnel de Thorsten Baensch ou le plus souvent de collaborations (artistes, écrivains, musiciens, scientifiques, historiens …) Ces rencontres  nourrissent  une œuvre hétéroclite et originale caractérisée par une large liberté dans les choix qui relèvent du format, de la mise en page, de la reliure, du  type papier et de la technique d’impression. Pour certains ouvrages à la facture plus spécifique, il a l’habitude de travailler avec des imprimeurs et relieurs qu’ils  choisit pour la qualité de leurs travaux . Parfois, plusieurs années sont nécessaires à la réalisation d’une édition.
Son catalogue comprend de nombreux livres rares dont certains font partie des plus prestigieuses collections privées et publiques à travers le monde telles que le Centre Georges Pompidou, la BNF,  Le MOMA.

## Liste non exhaustive des publications
- Thorsten Baensch, Tim Staffel, Bartleby & Co, Das Mädchen mit dem Flammenwerfer, 1998.
- Ilona Ruegg, Bartleby & Co, Links : Rechts, 2000.
- Thorsten Baensch, Richard Kostelanetz, Bartleby & Co, Thrice, 2009.
- Thorsten Baensch, Norbert Schöbel, Bartleby & Co, Araucaria araucana, 2010.
- Julie Cortella, Benoît Grimbert, Bartleby & Co, Lips that would kiss, 2011.
- Laleh Khorramian, Bartleby & Co, Include amplified toilet paper, 2012.
- Yukio Mishima, Noriko Thunman, Bartleby & Co, I hated art itself, 2013.
- Thorsten Baensch, Marcia Pally, Bartleby & Co, Eat and die, 2013.
- Richard Kostelanetz, Barteby & Co, My Song of Myself Passage to India, 2014.
- Thorsten Baensch, Bartleby and Co, Paradise Lost. A Poem In Twelve books, 2015.
- Thorsten Baensch, Lucas Roman, Bartleby and Co. Statues de Bruxelles. Remix, 2015.